# Pleurothallis forceps-cancri
Pleurothallis forceps-cancri är en orkidéart som beskrevs av Carlyle August Luer och Rodrigo Escobar. Pleurothallis forceps-cancri ingår i släktet Pleurothallis och familjen orkidéer.
Artens utbredningsområde är Colombia. Inga underarter finns listade i Catalogue of Life.